# Länsväg W 690
Länsväg W 690  (länsväg 690) är en övrig länsväg i Hedemora och Avesta kommuner, Dalarnas län. Vägen är 14,9 km lång och går från Sjulsbo (riksväg 69) via Snickarbo och Moren (länsväg 689) till Avesta, där den ansluter till länsväg 729 och riksväg 68. Genomfart i Avesta sker via Älvnäsleden och Axel Johnsons väg.